# فولتورنو

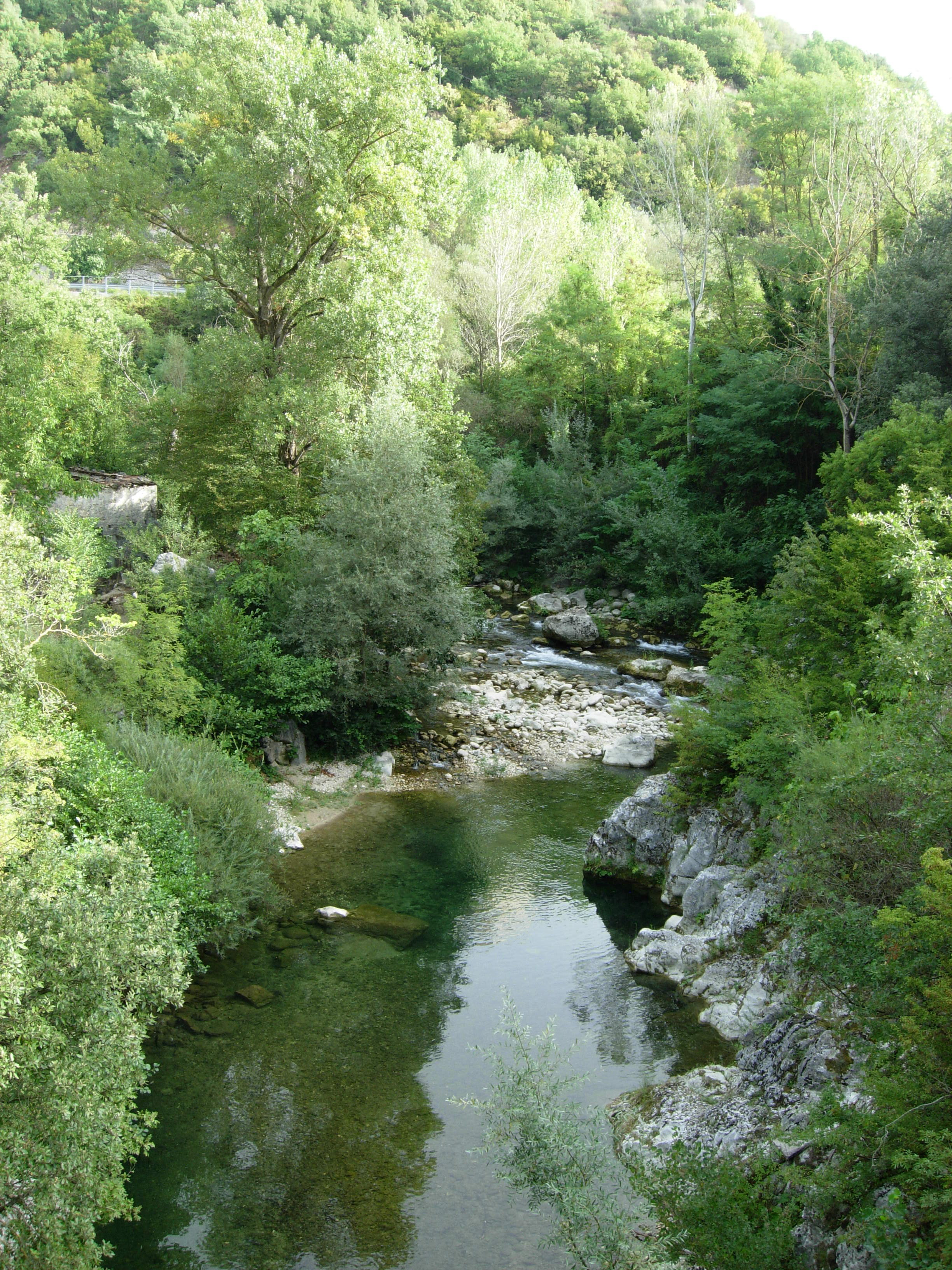
نهر فولتورنو

ڤولتورنو أو فولتورنوس باللاتينية وهو نهر في جنوب وسط إيطاليا. حمل النهر أهمية عسكرية تاريخية في عهد الرومان وحروب الاستقلال الإيطالية والحرب العالمية الثانية.